# Arrondissement de Rhin Neuss
L'arrondissement de Rhin Neuss, en allemand Rhein-Kreis Neuss, est une division administrative allemande, située dans le land Rhénanie-du-Nord-Westphalie.

## Situation géographique
L'arrondissement de Rhin Neuss est situé à la rive gauche du bas Rhin à l'ouest du Land de Rhénanie-du-Nord-Westphalie. Il a des limites aux arrondissements de Mettmann, de Viersen, de Heinsberg, de Düren et à l'arrondissement du Rhin-Erft ainsi qu'aux villes de Mönchengladbach, de Krefeld, de Duisbourg, de Düsseldorf et de Cologne. L'arrondissement est traversé par les autoroutes A 44 (Aix-la-Chapelle-Düsseldorf), A 46 (Mönchengladbach-Düsseldorf), A 52 (Mönchengladbach-Düsseldorf) et A 57 (Krefeld-Cologne).

## Histoire
L'arrondissement fut créé en 1929 sous le nom de l'arrondissement de Grevenbroich, chef-lieu jusqu'en 1974. Le 1er janvier 1970 la ville de Meerbusch, créée par fusion de la commune de Büderich avec 7 communes de l'arrondissement de Kempen-Krefeld fut incorporée à l'arrondissement. Le 1er janvier 1975 la ville de Neuss perdit l'état de ville-arrondissement et devint chef-lieu de l'arrondissement qui l'avait entouré. Le nom de l'arrondissement fut changé en Kreis Neuss. La décision du conseil de changer le nom en Rhein-Kreis Neuss prit effet le 1er juillet 2003.

## Communes
L'arrondissement comprend 8 communes, dont 6 villes.

* Chef-lieu de l'arrondissement
| Communes                               | Population du 30 déc. 2007 | Superficie | Densité hab./km2 |
| -------------------------------------- | -------------------------- | ---------- | ---------------- |
| Dormagen, ville                        | 63 530                     | 85,4 km2   | 744              |
| Grevenbroich, ville - ancien chef-lieu | 64 304                     | 102,6 km2  | 627              |
| Jüchen                                 | 22 815                     | 71,84 km2  | 316              |
| Kaarst, ville                          | 42 001                     | 37,48 km2  | 1 121            |
| Korschenbroich, ville                  | 33 345                     | 55,26 km2  | 603              |
| Meerbusch, ville                       | 54 152                     | 64,39 km2  | 841              |
| Neuss*, ville                          | 151 449                    | 99,48 km2  | 1 522            |
| Rommerskirchen                         | 12 919                     | 60,99 km2  | 212              |
| communes de l'arrondissement           |                            |            |                  |

## Politique

### Élections du préfet(Landrat)
|         | Scrutin du 12 sept. 1999 | Scrutin du 12 sept. 1999 | Scrutin du 12 sept. 1999 | Scrutin du 26 sept. 2004 | Scrutin du 26 sept. 2004 | Scrutin du 26 sept. 2004 |
| Parti   | Candidat                 | Votes                    | %                        | Candidat                 | Votes                    | %                        |
| ------- | ------------------------ | ------------------------ | ------------------------ | ------------------------ | ------------------------ | ------------------------ |
| CDU     | Dieter Patt              | 110 544                  | 59,3 %                   | Dieter Patt              | 103 549                  | 54,8 %                   |
| SPD     | Herbert Hübner           | 49 967                   | 26,8 %                   | Ulrike Apel-Haefs        | 52 750                   | 27,9 %                   |
| FDP     | Dr Rüdiger Dietrich      | 7 817                    | 4,2 %                    | Dr Jana Pavlik           | 14 087                   | 7,4 %                    |
| Grüne   | Erhard Gustav Demmer     | 9 197                    | 4,9 %                    | Erhard Gustav Demmer     | 13 637                   | 7,2 %                    |
| Zentrum | Adolf-Robert Pamatat     | 2 198                    | 1,2 %                    | Adolf-Robert Pamatat     | 5 095                    | 2,7 %                    |
| UWG     | Angelika Wilhelmine Tups | 6 610                    | 3,5 %                    |                          |                          |                          |

### Élections du conseil(Kreistag)
|             | Scrutin du 26 sept. 2004 | Scrutin du 26 sept. 2004 | Scrutin du 26 sept. 2004 |
| Parti       | Votes                    | %                        | Sièges                   |
| ----------- | ------------------------ | ------------------------ | ------------------------ |
| CDU         | 94 036                   | 49,7 %                   | 33                       |
| SPD         | 49 103                   | 25,9 %                   | 17                       |
| Grüne       | 15 648                   | 8,3 %                    | 6                        |
| FDP         | 14 303                   | 7,6 %                    | 5                        |
| UWG         | 6 649                    | 3,5 %                    | 2                        |
| PDS         | 3 773                    | 2,0 %                    | 1                        |
| Zentrum     | 3 025                    | 1,6 %                    | 1                        |
| Die Aktive  | 1 668                    | 0,9 %                    | 1                        |
| Offensive D | 1 143                    | 0,6 %                    | 0                        |

## Juridictions

### Juridiction ordinaire
- Cour d'appel (Oberlandesgericht) de Düsseldorf
  - Tribunal régional (Landgericht) de Düsseldorf
    - Tribunal cantonal (Amtsgericht) de Neuss :  Dormagen, Kaarst, Korschenbroich, Meerbusch, Neuss

  - Tribunal régional de Mönchengladbach
    - Tribunal cantonal de Grevenbroich : Grevenbroich, Jüchen, Rommerskirchen

### Juridictions spéciales
- Tribunal supérieur du travail (Landesarbeitsgericht) de Düsseldorf
  - Tribunal du travail (Arbeitsgericht) de Mönchengladbach
- Tribunal administratif (Verwaltungsgericht) de Düsseldorf
- Tribunal des affaires de Sécurité sociale (Sozialgericht) de Düsseldorf